# Martynko
Martynko (ryska: Мартынко) är en sovjetisk tecknad film från 1987 regisserad av Eduard Nazarov, baserad på sagan med samma namn av Boris Sjergin.

## Handling
Soldaten Martynko hamnar i ett vakthus för att ha lämnat sin post för att spela fotboll och av misstag kastat en boll på generalens fru. I bordet i sin cell hittar han magiska kort, som ägaren alltid vinner med. Först soppar han mattan med vaktmästaren, sedan vinner han pengar, en säck med pengar och några nycklar.
Genom att lämna vakten i cellen med sin enkla egendom och gå fri, tjänar falskspelaren Martynko sitt första kapital på marknaden och blir överklass. Där fortsätter han att lura de andra herrarna till höger och vänster. I slutet spelar Martynko ut tsaren själv, och han bestämmer sig för att göra den före detta soldaten till tullminister. När han betjänar några utlänningar vid sitt ministerbord fortsätter falskspelaren att spela kort och ger kungen en betydande förtjänst. Men utlänningarna bestämde sig för att döda Martynka. Prinsessan Raiska, som är förälskad i ministern, ger honom några sömntabletter, och på natten kastar hennes tjänare honom i ett dike i sina underkläder. När ministern sedan vaknar hittar han några magiska äpplen. De gröna gör en person vacker, och de röda ger en horn. En hämndplan tar omedelbart form.
Utklädd till köpman ger Martynko en bit av det gröna äpplet till Raiskas piga, den gamla kvinnan Masja. Efter att ha bitit av äpplet blir Masja omedelbart yngre, vackrare och springer till palatset, där hon berättar för prinsessan om äpplena. Raiska beordrar att ta med sig äpplena. Masja kommer tillbaka med de röda äpplena, och efter att ha ätit av äpplena växer enorma greniga horn på prinsessans huvud. Panik råder i palatset och alla äppelhandlare arresteras.
Martynko går utklädd till läkare till palatset för en audition och ger ett grönt äpple till prinsessan. Den magra Raiska tappar hornen och blir allt snällare, och Martynko blir omedelbart kär i henne. Prinsessan bekänner för befriaren sin långvariga kärlek till honom, och den överlyckliga fadern tsaren gillar äktenskapet. De magiska korten som ligger på en fönsterbräda blåses ut på gatan och flyger genom staden.

## Rollista
- Leonid Kuravljov — Martynko
- Nina Kornijenko — Raiska
- Nina Ruslanova — hembiträde
- Eduard Nazarov — tsar, berättare, biroller

### Svenska röster
- Magnus Ehrner
- Maria Ericson
- Ingvar Kjellson
- Anita Nyman
- Thomas Roos
- Per-Arne Ehlin — regissör, svensk bearbetning[1]

## Filmteam
- Manusförfattare och regissör: Eduard Nazarov
- Scenograf: Viktor Tjugujevskij
- Filmfotograf: Michail Drujan
- Ljudtekniker: Boris Filtjikov
- Animatörer: Andrej Smirnov, Galina Zebrova, Anatolij Abarenov, Elvira Maslova, Andrej Ignatenko, Natalija Bogomolova
- Tecknare: Igor Olejnikov, Jelena Bogoljubova, Raisa Panova, Jevgenija Tsaneva, Olga Grisjanova, M. Rjabikova, Gennadij Morozov, Ljubov Gorelova, Anna Vronskaja
- Klippare: Natalija Stepantseva
- Regissörsassistent: Tatiana Lytko
- Redaktör: Raisa Fritjinskaja
- Exekutiv producent: R. Sokolova

## Videoutgåvor
- Filmen släpptes på DVD i en samling tecknade filmer "Masters of Russian Animation Volume 4".[2]